# AMiRiON
AMiRiON（あみりおん）は、藍本あみと豆咲りおによる日本の声優ユニットである。

## 概要
2024年9月20日に、藍本あみのX（旧：Twitter）liveにて藍本あみbirthdayイベント「AMiRiON 0thワンマンLIVE ～Road to Million」限定のアイドルユニットとして結成を発表。
その後、2025年1月21日に正式なアイドルユニットとしての活動継続を発表し、精力的に活動を行う。
ユニット名は藍本あみの「あみ(AMi)」と豆咲りおの「りお(RiO)」にミリオン（目指せ100万人）を合わせたもの。
キャッチコピーは「届け！ 掴め！ ONE MiLLiON！」。ファンネームはあみりおんず 。

## メンバー
| 人名                       | 出身地 | 誕生日   | ニックネーム | パーソナルメインカラー | サブカラー | サブカラー | ファンマーク | ペンライト |
| -------------------------- | ------ | -------- | ------------ | ---------------------- | ---------- | ---------- | ------------ | ---------- |
| 藍本あみ （あいもと あみ） | 岐阜県 | 12月11日 | いもこ       | おいも色               |            |            | 🥔🍠         | ♥          |
| 豆咲りお （まめさき りお） | 東京都 | 4月4日   | まめお       | いちごミルク色         |            |            | 🍓🥛         | ♥          |

## 来歴

### 2024年
- 9月20日に、藍本あみのX（旧：Twitter）liveにて藍本あみbirthdayイベント「AMiRiON 0thワンマンLIVE ～Road to Million」[2]の開催とイベント限定のアイドルユニットとしての結成を発表。
- 9月28日、AMiRiON公式X開設。
- 10月7日、AMiRiON公式TikTok開設[3]。
- 12月12日、TikTokliveにて、イベント物販情報とオリジナルソング「乙女ミームで大作戦！」「バニラ」の視聴動画公開。
- 12月21日、藍本あみbirthdayイベント「AMiRiON 0thワンマンLIVE ～Road to Million」[2]が渋谷ロフトヘブンで2部制にて開催。ライブではオリジナルソング2曲とカバー楽曲を含んだ全20曲を披露。
- 12月28日、オリジナルソング「乙女ミームで大作戦！」と「バニラ」の2曲が各種音楽配信サイトにて配信開始[4]。

### 2025年
- 1月21日、アイドルユニットとして正式に活動を継続することを発表。
- 3月21日、TikTokliveにて新衣装お披露目、豆咲りおbirthdayイベント「AMiRiON 0.5thワンマンLIVE～Catch a Million～」[5]開催および新曲制作決定を発表。
- 4月26日、オリジナルソング「Glorious Harmony」「とっておきのレシピ」の視聴動画公開。
- 4月27日、M3-春2025にてオリジナルソング「Glorious Harmony」「とっておきのレシピ」を収録したCDを先行販売。
- 5月6日、豆咲りおbirthdayイベント「AMiRiON 0.5thワンマンLIVE～Catch a Million～」[5]がYokohama mint hallで2部制にて開催。ライブではオリジナルソング4曲とカバー楽曲を含んだ全16曲を披露。
- 5月7日、オリジナルソング「Glorious Harmony」「とっておきのレシピ」の2曲が各種音楽配信サイトにて配信開始[4]。
- 8月6日、TikTokliveにて「AMiRiON 1stLiVE～Episode of Million～」[6]開催ならびに新衣装および新曲制作決定を発表。

## 出演

### 2025年
- IDOL SPIRITS 2月バレンタイン直前SP増刊号with原宿[7]（2月11日、with HARAJUKU HALL）
- RED-i presents WAR CRY[8]（3月16日、GOTANDA G2）
- AKIBAシンフォアップライブ[9]（3月20日、AKIBAカルチャーズ劇場）
- IDOL SPIRITS 4月特別号SP[10] KMAパラダイスホール（4月6日、KMAパラダイスホール（国立音楽院））

- PUNKY RAD PINK SWALO 生誕祭“SWALO の日”[11]（4月27日、ESP学園12号館club 1ne2wo）
- Zero to One[12]（6月2日、AKIBAカルチャーズ劇場）
- PUNKY RAD PINK pre.　「Don't think feel.」vol.2[13]（6月8日、新高円寺 LOFT X）
- IDOL SPIRITS 7月特別号SP[14] KMAパラダイスホール（7月27日、KMAパラダイスホール（国立音楽院）
- PUNKY RAD PINK pre.　「Don't think feel.」vol.3[15]（8月9日、下北沢ReG）
- 立花咲希生誕祭2025[16]（8月25日、渋谷DAIA）
- IDOL SPIRITS 8月増刊号夏休みラストライブwith 原宿[17]（8月30日、with HARAJUKU HALL）
- 細川美菜子生誕祭2025[18]（11月30日、LOFT HEAVEN）